# Elsenbach (Dorfen)
Elsenbach ist ein Gemeindeteil der Stadt Dorfen im oberbayerischen Landkreis Erding.

## Lage
Der Weiler Elsenbach, der um 810 in einer Freisinger Urkunde als Elasnahpach erstmals erwähnt wurde, liegt in der Luftlinie acht Kilometer nordöstlich von Dorfen und zwei Kilometer westlich von Buchbach.

## Bevölkerungsentwicklung
Um 1871 gab es in Elsenbach 21 Einwohner. Im Mai 1987 lebten dort 19 Einwohner in fünf Wohngebäuden.
| Jahr      | 1871 | 1925 | 1950 | 1970 | 1987 |
| Einwohner | 21   | 30   | 35   | 28   | 19   |